# Atheta kenyarobusta
Atheta kenyarobusta – gatunek chrząszcza z rodziny kusakowatych i podrodziny rydzenic.
Gatunek ten opisał po raz pierwszy w 2012 roku Roberto Pace. Jako lokalizację typową wskazano górę Kenia w Kenii.
Chrząszcz o błyszczącym, wydłużonym w zarysie ciele długości 3,9 mm. Brązowa, silnie siateczkowana, wyraźnie i gęsto ziarenkowana głowa ma skronie tak długie jak oczy. Czułki mają człony pierwszy i drugi żółte, człon drugi krótszy od poprzedniego, człon trzeci dłuższy od poprzedniego i brązowy, a człony od czwartego do dziesiątego brązowe i dłuższe niż szerokie. Przedplecze jest brązowe, silnie siateczkowane, wyraźnie i gęsto ziarenkowane. Pokrywy są rude, mocno siateczkowane, delikatnie ziarenkowane, wyraźnie dłuższe od przedplecza. Barwa odnóży jest żółtawoczerwona. Wyraźnie i mocno poprzecznie siateczkowany oraz drobno i gęsto ziarenkowany odwłok jest brązowy z rudymi tylnymi brzegami dwóch nasadowych urotergitów i pygidium. Genitalia samca mają edeagus podobny do tego u A. burgeoniana, jednak mniejszy i o szczycie węższym w widoku brzusznym.
Owad afrotropikalny, znany wyłącznie z góry Kenia w Kenii.